# Kuga
Kúga (imenovana tudi črna smrt) je huda nalezljiva bolezen, ki prizadene različne dele telesa. Povzroča jo bakterija Yersinia pestis. Glede na prizadeti del telesa ločimo različne oblike te bolezni:
- Žlezno ali bubonsko kugo, pri kateri otečejo bezgavke, navadno v dimljah. Pojavi se po piku okužene podganje bolhe.
- Pljučno kugo, ki prizadene pljuča; nastopi huda pljučnica.
- Septično kugo, kjer kokobacili kuge preplavijo kri.
- Kožno kugo, ki se pojavi ob gnojnih bolšjih pikih in opraskaninah.

Najobičajnejša oblika je manj nevarna bubonska kuga. V preteklosti se je izraz kuga uporabljal za vse hude nalezljive bolezni. 

## Okužba
Kuga je bolezen glodavcev, posebej svizcev, vendar so zanjo dovzetne tudi druge vrste, na primer podgane, prerijski psi, veverice, kapibare in drugi podobni večji glodavci. Ker v človekovi bližini živijo podgane, so zanj najpogostejši vir okužbe. Ta se navadno nanj prenese ob piku bolhe, ki je predhodno pila kri okužene živali. Za vsak izbruh bolezni med ljudmi je najprej potreben njen izbruh med podganami. Ker bolham zmanjkuje gostiteljev, ko ti umirajo za kugo, se spravijo nad ljudi.

## Bolezenski znaki
Okužba postane očitna po dveh dneh do enem tednu. Začetni simptomi so mrzlica, vročina, glavoboli in nastanek bul v dimljah. Te nastanejo zaradi okužbe bezgavk, ki otečejo in postanejo vidne. Če bolezen ni zdravljena, se razširi na krvni obtok (septična kuga) in pozneje na pljuča (pljučna kuga). Leta 1894 sta bakteriologa Alexandre Yersin in Shibasaburo Kitasato neodvisno drug od drugega izolirala bakterijo, ki je povzročila  odgovorno za tretjo pandemijo v Hongkongu. Zaradi nejasnih izjav in nedoslednosti Shibasabura Kitasata  prvenstvo priznavajo Yersinu. Yersin je opazil, da so podgane okužene ne le med pandemijo, ampak že pred njo. To so potrjevala tudi pričevanja številnih kitajskih kmetov. Ti so opazili, da množičnim poginom podgan običajno sledi izbruh kuge.
Pri septični kugi se pojavljajo notranje in podkožne krvavitve, zato se na telesu obolelega pojavijo črne lise. Od tod prihaja drugo ime za bolezen, črna smrt. To ime se pogosto pojavlja v povezavi s srednjeveškimi epidemijami. Ob dovolj zgodnjem zdravljenju z antibiotiki, na primer streptomicinom ali gentamicinom, je smrtnost približno 15-odstotna (ZDA, 1980), brez zdravljenja pa je bolezen večinoma smrtna. Če bolnik umre, se to pogosto zgodi že prvi dan, ko se pojavijo bolezenski znaki.
Okužba s pljučno kugo se navadno prenaša kapljično. Inkubacijska doba večinoma traja od dveh do štirih dni, včasih pa so simptomi glavobola, šibkosti in izkašljevanja krvi (hemoptiza), po katerih se bolezen razlikuje o drugih bolezni dihal, prisotni že prvi dan po okužbi. Brez zdravljenja po enem do šestih dneh s 95-odstotno verjetnostjo nastopi smrt, vendar je bolezen mogoče učinkovito zdraviti z antibiotiki. 
Kuga se že dolgo uporablja kot biološko orožje. V srednjeveški Evropi so uporabljali okužena trupla za zastrupljanje sovražnikovih vodnih zalog. Med drugo svetovno vojno je številne okužene bolhe gojila Japonska, po končani vojni pa so biološko orožje, osnovano na kugi, razvijale tudi Združene države Amerike in Sovjetska zveza. Najnevarnejši so v zraku razpršene bakterije pljučne kuge.

## Zgodovinske epidemije
Prva zapisana pandemija, znana kot Justinijanova kuga, se je pojavila v Konstantinoplu leta 541. V najhujšem obdobju naj bi po besedah bizantinskega zgodovinarja Prokopija vsak dan povzročila smrt 10.000 prebivalcev mesta. Svoj smrtonosni pohod je nadaljevala po vzhodnem Sredozemlju.
Sredi 14. stoletja je po Evropi kosila smrtonosna epidemija, znana kot črna smrt. Številni zgodovinarji menijo, da je bila vzrok zanjo bubonska kuga. Po nekaterih virih je pomorila tretjino takratnega prebivalstva, korenito pa je spremenila tudi tok evropske zgodovine. Znan je tudi izbruh po katastrofalnem  velikem koroškem potresu leta 1348. 
Še vedno ni potrjeno, da je bila črna smrt res kuga. Argumenti, ki temu nasprotujejo, so:
- Črna smrt še vedno ni potrjena kot sev kuge.
- Črna smrt je v letu 664 prepotovala 385 km v 91 dnevih, primerjano z 12–15 km na leto danes v dobi vlakov in avtomobilov.
- Težave ob poskusi pojasnjiti hitrost izbruha s sklicevanjem na sev črne smrti kot izjemno redko pljučno obliko kuge – ta oblika je med najhujšim izbruhom leta 1911 v Mandžuriji ubila samo 0,3 % populacije, kar je stokrat manj kot v srednjem veku.
- Odvisnost od letnih časov – moderna kuga lahko preživi samo pri temperaturah med 10 in 26 stopinj Celzija in visoki vlažnosti, v srednjem veku pa je izbruhnila na Norveškem in preživela vroča in sušna poletja etezijskega podnebja.
- Zelo različne stopnje smrtnosti – najvišjo smrtnost v modernem času je bubonska kuga povzročila leta 1903 v Mumbaju (ok. 3 %), v srednjem veku pa je bila smrtnost v nekaterih italijanskih mestih tudi 75-odstotna.
- Cikličnost bolezni – v srednjem veku so bili nekateri ljudje odporni proti okužbi s kugo; sčasoma se je imunost prenesla na večino prebivalstva, tako da je kuga postala samo še bolezen otrok. Proti moderni kugi človeški organizem ne razvije imunosti.
- Dele Evrope je kuga napadala še v 15., 16. in 17. stoletju. Ni še dokončno znano, zakaj se epidemije v Evropi od takrat naprej niso več pojavljale.

Tretja pandemija se je začela na Kitajskem leta  855 in se je razširila na vse naseljene kontinente. Samo na Kitajskem in v Indiji naj bi pomorila več kot 12 milijonov ljudi.

## Sodobni primeri
Bolezen je še vedno prisotna med divjimi živalmi od Kavkaza prek južne in srednje Rusije, Kazahstana, do Mongolije in delov Kitajske. Razširjena je tudi v jugozahodni in jugovzhodni Aziji ter južni in vzhodni Afriki. V Severni Ameriki jo najdemo od pacifiške obale do zahodnega Velikega nižavja ter od Britanske Kolumbije do Mehike. Južna Amerika ima dve območji s kugo – Ande in Brazilijo. V Evropi in Avstraliji bolezni ni. Svetovna zdravstvena organizacija letno zabeleži od 1.000 do 3.000 primerov kuge pri ljudeh.

## V književnosti
Ta nadloga je v srca mož in žena zasejala velik strah in grozo, bratje so zapustili brate, strici nečake, sestre svoje brate in v mnogih primerih žene svoje može. Toda najhuje [...], očetje in matere so zavračali negovanje in pomoč lastnim otrokom.

Giovanni Boccaccio (1348–1353)
Najbolj znana upodobitev kuge v književnosti je verjetno v uvodu zbirke Dekameron, ki jo je napisal Giovanni Boccaccio. Zaradi kuge se leta 1348 skupina mladih iz Firenc zateče na podeželje, kjer si krajša čas s pripovedovanjem zgodb. Podobno delo je tudi Maska rdeče smrti Edgarja Allana Poeja. Roman Alberta Camusa Kuga govori o epidemiji v 20. stoletju v severnoafriškem mestu. Na Slovenskem je o črni smrti pisal France Bevk v svojem zgodovinskem romanu Človek proti človeku.

## Zdravljenje
Vladimir Havkin,  ruski zdravnik, ki je deloval v Indiji, je razvil to terapijo:
- streptomicin – 30 mg/kg dvakrat dnevno 1 teden,
- kloramfenikol – 25–30 mg/kg v začetnem odmerku, sledi 12,5–15 mg/kg štirikrat dnevno,
- tetraciklin 2 g v začetnem odmerku, sledi 500 mg štirikrat dnevno vsaj 7 dni zapored (zdravilo ni primerno za otroke).

Sodobno zdravljenje pa vključuje:
- gentamicin 2,5 mg/kg dvakrat dnevno vsaj 7 dni,
- doksiciklin 100 mg (odrasli) ali 2,2 mg/kg (otroci) peroralno dvakrat na dan naj bi se izkazalo kot učinkovito, vendar vse države ne izvajajo takega zdravljenja.